# Минкус, Михаил Адольфович
Михаил (Моисей) Адольфович Ми́нкус (12 [25] декабря 1905, Одесса, Херсонская губерния — 31 августа 1963, Турку) — советский архитектор, лауреат Сталинской премии (1949).

## Биография
Родился в семье архитектора Адольфа Борисовича Минкуса (1870—1947) и педагога Клары Исааковны Штифельман, преподавателя Одесского еврейского училища. Племянник архитекторов Г. И. Штифельмана и Ф. А. Троупянского. С детства увлекался архитектурой, помогал отцу в работе.
Учился в Одесском институте изобразительных искусств (1923–1925), затем в ЛВХТИ (ВХУТЕИНе, бывшей Академии художеств) в Ленинграде (1925—1930). Среди преподавателей института: Белогруд А. Е., Бенуа Л. Н., Фомин И. А., Щуко В. А., Гельфрейх В. Г., Серафимов С. С. Во время учёбы выполнил ряд проектов, среди которых студенческое общежитие, плавательный бассейн, электростанция при заводе, кинотеатр, гараж для легковых автомобилей и другие.
После окончания учёбы в 1930 году переехал в Москву. Занимался проектированием гаражей и станций обслуживания. В 1932 году получил премию на втором закрытом конкурсе проектов Академии имени М. В. Фрунзе (соавтор А. С. Ромов).
В 1933–1934 годах работал в мастерской № 3 под руководством И. А. Фомина. В 1933—1936 годах принимал участие в проектировании Дворца Советов. В тот же период совместно с архитекторами В. А. Щуко, В. Г. Гельфрейхом и инженером Н. Я. Калмыковым работал над проектом Большого Каменного моста, который был построен в 1938 году.
В 1941—1943 годах находился на службе в армии, занимался строительством оборонительных сооружений, служил в сапёрных частях.
Автор значительных сооружений, повлиявших на архитектурный ландшафт многих городов СССР.
Занимался рисунком и живописью. Совершил множество поездок для изучения памятников архитектуры Закавказья, Средней Азии, Прибалтики, Закарпатья, Крыма. Выполнил там множество рисунков, акварелей, обмеров, творческих отчётов. Значительная часть его художественных произведений хранится в Музее архитектуры имени А. В. Щусева.
Изучал историю древнерусских городов, русской архитектуры, северное деревянное зодчество. Коллекционировал керамику, изделия из чеканной меди, деревянные поделки. Имел большую библиотеку по искусству. Автор публикаций об архитектуре и архитекторах.
В последние годы был главным архитектором проектов районной мастерской № 4 Моспроекта.
Умер в финском Турку во время загранпоездки группы архитекторов. Похоронен в Москве на Новодевичьем кладбище (участок № 5).

## Семья
- Брат — доктор технических наук Борис Адольфович Минкус (1904—2004), учёный в области холодильной техники, профессор Одесского института холодильной промышленности; был женат на художнице Раисе Эммануиловне Нудельман (1914—1995), сестре конструктора А. Э. Нудельмана[5][6][7].
- Сестра — пианистка Рахиль Адольфовна Минкус (1907—1986), выпускница Одесской консерватории по классу Берты Михайловны Рейнгбальд, музыковед, поэтесса и переводчик поэзии на русский язык; была замужем за архитектором Соломоном Давидовичем Левитаном (1906—1982).
- Двоюродные братья — архитекторы Борис Фёдорович Троупянский (1906—1983) и Яков Осипович Рубанчик.

## Награды
- Сталинская премия первой степени (1949) — за архитектуру 20-этажного здания МИД на Смоленской площади (совместно с В. Г. Гельфрейхом).[8]

## Проекты и постройки
Здания и сооружения
- Дворец Труда в Москве (1922 г., конкурс, соавтор: А. В. Минкус);
- Здание АО «Аркос» (1923—1924 гг., конкурс);
- Жилое здание на Тишинской площади, д.6 (строительство 1928—1932 гг., арх. П. Андреева и М. А. Минкус);
- Военная академия РККА им. М. В. Фрунзе (1931 г., соавтор: А. С. Ромов, конкурс);
- Гараж автозавода им. Сталина на 500 грузовых автомашин (технолог Л. Н. Давидович, при участии В. И. Курочкина);
- Гараж автобазы Центрального исполнительного комитета СССР на 800 автомашин (1932–1935, реализован в 1935–1941; совместно с Л. В. Варзар, технолог Л. Н. Давидович)[3];
- Наркомтяжпром на Красной пл. (1934 г., соавторы: И. А. Фомин, П. В. Абросимов, конкурс);
- Театр Государственный Туркменской ССР в Ашхабаде (1934 г., соавтор И. А. Фомин);
- Сухаревская площадь. Проект реконструкции с целью сохранения Сухаревой башни (1934 г.; руководитель — И. А. Фомин; Л. М. Поляков);
- Большой Каменный мост (1936 г.; соавторы: В. А. Щуко, В. Г. Гельфрейх; инж. Н. Я. Калмыков; построен в 1938 г.)[3];
- Павильон «Зерно» ВСХВ (1936 г.; проектировался как павильон «Животноводство», построен в 1939 г.);
- Путепровод на Варшавском шоссе (1945 г.)[2];
- Сквер и фонтан на Пушкинской площади (1944—1949 гг.; соавтор А. М. Заславский)[2];
- Высотное здание Министерства Иностранных дел СССР на Смоленской пл. (1948—1951 гг., соавтор: В. Г. Гельфрейх; проект удостоен Сталинской премии 1-й степени);
- Ст. метро «Ботанический сад» (1952 г., с 1966 г. — «Проспект Мира»; соавтор: В. Г. Гельфрейх, скульптор Г. И. Мотовилов);
- Дворец Советов (1950-е; соавтор В. Г. Гельфрейх; конкурс, неосуществлённый проект)[2];
- Пантеон — Памятник вечной славы великих людей Советской страны на Ленинских горах (1954 г.; соавтор В. Г. Гельфрейх; конкурс, неосуществлённый проект);
- Проект реконструкции и застройки Смоленской площади и прилегающего района (1956–1963; реализован частично, с 1958)[3];
- Комплекс посольства СССР в Дели (1956–1959, совместно с Н. С. Полюдовым)[3].

- Жилой массив Давыдкова (1962—1963 гг.; осуществлялся с 1965, совместно с М. В. Адриановым, В. П. Соколовым, М. В. Лебовой)[2].

Памятники
- Памятник на могиле И. А. Фомина на Новодевичьем кладбище (1938 г.; конкурс; осуществлён в 1951 г., скульптор Г. И. Мотовилов)[3];
- Памятник на могиле А. Н. Скрябина на Новодевичьем кладбище (1950 г.; осуществлён в 1956 г.)[3];
- Памятник на могиле М. Т. Матвеева[2]
- Памятник на могиле М. С. Шаронова[2]
- Памятник Карлу Марксу в Ростове-на-Дону (1956—1959 гг., скульптор М. С. Альтшулер)[2];
- Памятник А. С. Пушкину в Ростове-на-Дону (1956—1959 гг., скульптор Г. А. Шульц)[2];
- Памятник Коле Мяготину на Урале[2];
- Конкурсный проект памятника Чернышевскому в Москве (совместно со скульптором Ю. П. Поммером; не осуществлён)[2].

## Печатные труды
- «Гаражи». Советская архитектура. 1933 г. № 3.
- «Проект Государственного театра в Ашхабаде». Совместно с Фоминым И. А. Архитектура СССР. 1934 г. № 9.
- «Дом правительства УССР в Киеве». Архитектурная газета. Приложение к № 33. 12 июня 1938 г.
- «Многоэтажные гаражи в СССР». Архитектура СССР. 1940 г. № 1. Стр. 9-17.
- «И. А. Фомин». Совместно с Н. А. Пекаревой. М.: Академия архитектуры СССР, Госстройиздат, 1953.